# Östra Kalvholmsgrund
Östra Kalvholmsgrund är en ö i Finland. Den ligger i Norra kvarken och i kommunen Korsholm i landskapet Österbotten, i den västra delen av landet. Öarna ligger omkring 22 kilometer väster om Vasa och omkring 390 kilometer nordväst om Helsingfors.
Öns area är 5,7 hektar och dess största längd är 0,5 kilometer i nord-sydlig riktning.
Inlandsklimat råder i trakten. Årsmedeltemperaturen i trakten är 5 °C. Den varmaste månaden är augusti, då medeltemperaturen är 16 °C, och den kallaste är februari, med −6 °C.